# Le souper de Beaucaire

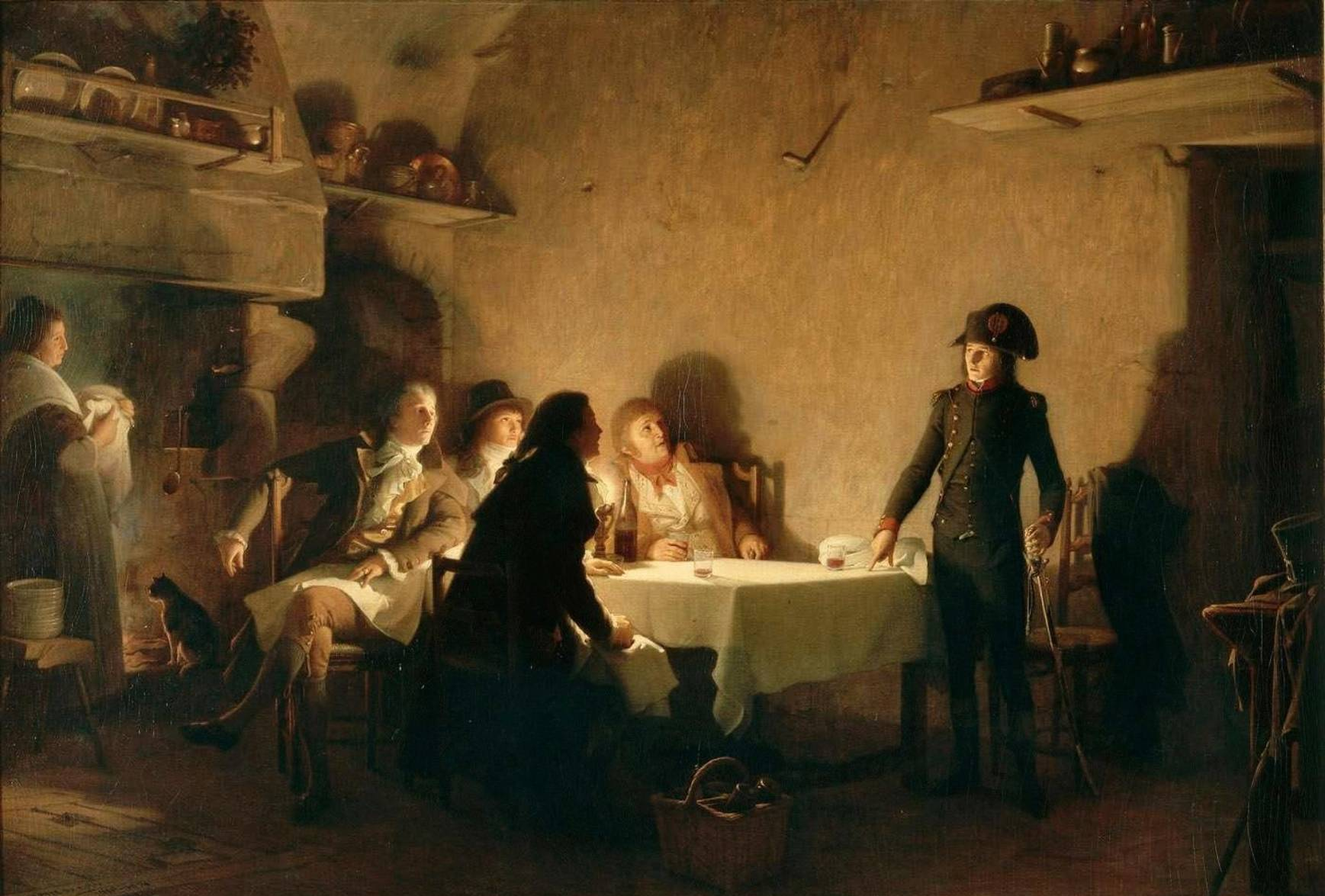
"Le souper de Beaucaire", mostrando Napoleão Bonaparte a tomar a sua ceia em Beaucaire, em 28 de Julho de 1793, de Jean Lecomte du Nouy, 1869–94

Le souper de Beaucaire (A Ceia em Beaucaire) é um panfleto político escrito por Napoleão Bonaparte em 1793. No decurso do quarto ano da Revolução francesa, a guerra civil tinha-se espalhado por toda a França entre várias facções políticas rivais. Napoleão estava envolvido em acções militares, do lado governamental, contra algumas cidades rebeldes do Sul de França. Foi durantes estes eventos, em 1793, que Napoleão falou com quatro mercadores de Midi, ouvindo as suas perspectivas. Como soldado leal da República que era, trocou ideias com eles, dissipando-lhes os seus receios e desencorajando-lhes as suas crenças. Mais tarde escreveria sobre esta conversa na forma de um panfleto, pedindo um fim para a guerra civil.

## Antecedentes
Durante a Revolução francesa, a Convenção Nacional tornou-se o poder executivo de França, na sequência da execução do rei Luís XVI. Composta por membros muitos influentes e poderosos, como
Maximilien de Robespierre e Georges Jacques Danton, o Clube Jacobino, um partido político francês criado em 1790, no início da revolução, conseguiu tomar o controlo do governo e dirigir a revolução de encontro aos seus próprios objectivos, culminando Reino do Terror. As suas políticas repressivas resultaram em insurreições por toda a França, incluindo a três maiores cidades, depois de Paris, nomeadamente Lyon, Marselha e Toulon, no Sul de França.
Os cidadãos do sul opunham-se a um governo centralizado e aos seus decretos, o que acabou por por resultar numa revolta. Antes da revolução, a França tinha sido dividida em províncias com governos locais. Em 1790, o governo, a Assembleia Nacional Constituinte Francesa, reorganizou o país em departmentos administrativos com o objectivo de equilibrar a mal distribuída riqueza francesa, que tinha estado sujeita ao feudalismo durante o Ancien Régime.

## Rebelião no Sul da França
Em Julho de 1793, o capitão Napoleão Bonaparte, oficial de artilharia, foi colocado sob o comando de Jean-Baptiste Carteaux para fazer frente aos rebeldes de Marselha, em Avinhão, onde o armazenamento de munições do exército da Itália (tropas francesas estacionado na fronteira italiana) estava a ser instalado. A 24 de Julho, as tropas de Carteaux atacaram a Guarda Nacional rebelde, matando vários habitantes durante o cerco, antes de capturarem a cidade e o paiol de munições. Seguidamente, Napoleão viajou para Tarascon para arranjar transporte para as munições. Durante esta tarefa, Napoleão visitou Beaucaire, na qual se estava a realizar uma feira anual. Napoleão chegou no dia 28 de Julho, o ultimo dia da feira, e foi a uma taberna onde partilhou uma ceia e uma conversa com quarto mercadores – dois de Marselha, um de Montpellier e outro de Nîmes.
Nessa noite, Napoleão e os quarto homens, conversaram sobre a revolução, sobre as rebeliões e suas consequências. Falando do lado da República, Napoleão apoiava a causa jacobina e explicou os benefícios da revolução ao mesmo tempo que defendia as acções de Carteaux em Avinhão. Um dos mercadores de Marselha expressou a sua visão moderada acerca da revolução, e as razões para apoiar uma guerra civil contra um governo central. O mercador focou que Marselha não lutava do lado da causa realista, mas opunha-se à natureza da Convenção, condenando os seus decretos e considerando as execuções dos cidadãos como ilegais. Napoleão concluiu que os habitantes de Marselha deviam rejeitar os ideias contra-revolucionários e adoptar a constituição da República Francesa, pôr forma a por fim à guerra civil e permitir que o exército regular restaurasse a ordem e o país.
Depois da conversa, o grupo bebeu champanhe até às duas horas da madrugada, pago pelo mercador de Marselha.

## Publicação e reconhecimento
Pouco depois dos acontecimentos, possivelmente no dia 29 de Julho, enquanto ainda se encontrava em Beaucaire, Napoleão escreveu um panfleto político intitulado Le souper de Beaucaire (A Ceia em Beaucaire), no qual um soldado conversa com quatro mercadores e, partilhando das suas opiniões, tenta dissuadi-los das suas ideias contra-revolucionárias.
A história foi lida por Augustin Robespierre, irmão de Maximilien Robespierre, que ficou impressionado pelo contexto revolucionário. O panfleto teve pouco efeito nas forças da rebelião, mas serviu para fazer evoluir a carreira de Napoleão. Depressa lhe foram reconhecidas as suas ambições políticas por um político corso, e amigo da família, Christophe Saliceti, que tratou de publicar e distribuir o panfleto. A influência de Christophe, juntamente com o deputado da Convenção, Augustin Robespierre, promoveram Napoleão a artilheiro sénior, em Toulon.
Na sua Memórias de Napoleão Bonaparte, uma biografia feita pelo secretário privado de Napoleão, Louis de Bourrienne, ele refere que Le souper de Beaucaire foi reimpresso como um livro - a primeira edição foi publicada com o financiamento da Tesouraria Pública, em Agosto de 1798, e uma segunda edição em 1821, depois da morte de Napoleão. Também diz que "Foi durante a minha ausência de França que Napoleão, no posto de 'chef de bataillon' [major], realizou a sua primeira campanha, e contribuiu materialmente para a recaptura de Toulon. Deste período da sua vida, não tenho qualquer conhecimento pessoal e, assim, não falarei nem serei testemunha. Apenas relatarei alguns factos que preenchem o período entre 1793 e 1795, e que recolhi em documentos que ele me entregou. Entre estes documentos, encontra-se um intitulado 'Le Souper de Beaucaire', cujas cópias ele conseguiu com grande custo, e as destruiu quando chegou ao Consulado".